# Torneo Metropolitano 2004 (Uruguay)
El I Torneo Metropolitano 2004 fue la competencia organizada por la FUBB que inició el 25 de mayo de 2004 y tuvo su final el 21 de agosto de ese mismo año.
El torneo de la Segunda División del básquetbol uruguayo, en esta ocasión terminó con el ascenso a la Primera División de Bohemios y Sayago ambos se consagraron campeones dado que no se pudo jugar la final entre ellos.

## Sistema de disputa
El Metro 2004 con un torneo clasificatorio de una rueda de todos contra todos. Tras esto, los ocho mejores posicionados de la tabla pasarán a jugar play offs por el ascenso a la LUB. Al mismo tiempo los últimos seis de la tabla tendrán que jugar una Rueda de Permanencia para continuar participando del torneo de esta divisional.
En la Rueda de Permanencia, los equipos jugarán dos ruedas todos contra todos en el formato local-visitante. Al finalizar estas los dos equipos peor posicionados descenderán a la Divisional Tercera de Ascenso. Los Play offs se jugarán en tres etapas, cuartos de final, semifinal y final. Todas las etapas se jugarán al mejor de tres excepto la final que se juega en un solo partido. Ambos finalistas obtienen el ascenso a la Liga Uruguaya de Básquetbol 2005-06.

## Clubes participantes
| Club           |
| -------------- |
| 25 de Agosto   |
| Ateneo         |
| Bohemios       |
| Capitol        |
| Capurro        |
| Larrañaga      |
| Nacional       |
| Olivol Mundial |
| Reducto        |
| Sayago         |
| Stockolmo      |
| Urunday        |
| Verdirrojo     |
| Yale           |

## Desarrollo

### Temporada regular
En esta temporada se definió los  ocho equipos clasificados a Play offs en busca del ascenso y además los seis equipos que participan de la Rueda de Permanencia.
| Posición | Club            | PG | PP | Ptos. |
| -------- | --------------- | -- | -- | ----- |
| 1º       | Sayago          | 12 | 1  | 25    |
| 2º       | Bohemios        | 11 | 2  | 24    |
| 3º       | Capurro         | 11 | 2  | 24    |
| 4º       | Nacional        | 10 | 3  | 23    |
| 5º       | 25 de Agosto    | 9  | 4  | 22    |
| 6º       | Urunday         | 7  | 6  | 20    |
| 7º       | Verdirrojo      | 7  | 6  | 20    |
| 8º       | Larrañaga       | 6  | 7  | 19    |
| 9º       | Capitol         | 5  | 8  | 18    |
| 10º      | Yale            | 4  | 9  | 17    |
| 11º      | Olivol Mundial* | 5  | 8  | 17    |
| 12º      | Ateneo          | 3  | 10 | 16    |
| 13º      | Stockolmo       | 1  | 12 | 14    |
| 14º      | Reducto         | 0  | 13 | 13    |

- Olivol fue sancionado con la pérdida del partido ante Capitol

|  | Equipos clasificados a Play offs. |
|  | Pasan a la Rueda de Permanencia.  |

### Rueda de Permanencia
Se arrastran los resultados del clasificatorio. El Torneo terminó tres fechas antes debido al descenso anticipado de Reducto y Stockolmo
| Puesto | Equipo         | PG | PP | PJ | Ptos. |
| ------ | -------------- | -- | -- | -- | ----- |
| 1º     | Capitol        | 10 | 10 | 20 | 30    |
| 2º     | Olivol Mundial | 10 | 10 | 20 | 29    |
| 3º     | Ateneo         | 7  | 13 | 20 | 27    |
| 4º     | Yale           | 7  | 13 | 20 | 27    |
| 5º     | Reducto        | 3  | 17 | 20 | 23    |
| 6º     | Stockolmo      | 2  | 18 | 20 | 22    |

|  | Desciende a Tercera División. |

### Play offs
|  | Cuartos de final | Cuartos de final |            |            | Semifinales | Semifinales |  |          | Final | Final |  |
|  |                  |                  |            |            |             |             |  |          |       |       |  |
|  |                  |                  |            |            |             |             |  |          |       |       |  |
|  | 1 Sayago         | 2                |            |            |             |             |  |          |       |       |  |
|  | 1 Sayago         | 2                |            |            |             |             |  |          |       |       |  |
|  | 8 Larrañaga      | 0                |            |            |             |             |  |          |       |       |  |
|  | 8 Larrañaga      | 0                |            | 1 Sayago   | 2           |             |  |          |       |       |  |
|  |                  |                  |            | 1 Sayago   | 2           |             |  |          |       |       |  |
|  |                  |                  | 4 Nacional | 1          |             |             |  |          |       |       |  |
|  | 4 Nacional       | 2                | 4 Nacional | 1          |             |             |  |          |       |       |  |
|  | 4 Nacional       | 2                |            |            |             |             |  |          |       |       |  |
|  | 5 25 de Agosto   | 0                |            |            |             |             |  |          |       |       |  |
|  | 5 25 de Agosto   | 0                |            |            |             |             |  | 1 Sayago | -     |       |  |
|  |                  |                  |            |            |             |             |  | 1 Sayago | -     |       |  |
|  |                  |                  | 2 Bohemios | -          |             |             |  |          |       |       |  |
|  | 2 Bohemios       | 2                | 2 Bohemios | -          |             |             |  |          |       |       |  |
|  | 2 Bohemios       | 2                |            |            |             |             |  |          |       |       |  |
|  | 7 Verdirojo      | 1                |            |            |             |             |  |          |       |       |  |
|  | 7 Verdirojo      | 1                |            | 2 Bohemios | 2           |             |  |          |       |       |  |
|  |                  |                  |            | 2 Bohemios | 2           |             |  |          |       |       |  |
|  |                  |                  | 3 Capurro  | 1          |             |             |  |          |       |       |  |
|  | 3 Capurro        | 2                | 3 Capurro  | 1          |             |             |  |          |       |       |  |
|  | 3 Capurro        | 2                |            |            |             |             |  |          |       |       |  |
|  | 6 Urunday        | 1                |            |            |             |             |  |          |       |       |  |
|  | 6 Urunday        | 1                |            |            |             |             |  |          |       |       |  |
|  |                  |                  |            |            |             |             |  |          |       |       |  |

- No se disputó la final debido a cuestiones de tiempo con el comienzo de la Liga uruguaya por lo que se consagró a ambos equipos como campeones.[4]

| Campeones del Metro 2004           |
| ---------------------------------- |
| Sayago y Bohemios Ascenso a la LUB |